# Dismutasa
Una dismutasa es una enzima que cataliza una reacción de dismutación, es decir una reacción redox en la cual el sustrato actúa a la vez como oxidante y como reductor, formando dos (o más) productos diferentes, por ejemplo:

## Antecedentes históricos

### Dismutación del ácido pirúvico
En 1937, Hans Adolf Krebs, quien descubrió el ciclo del ácido cítrico dándole su nombre, confirmó la dismutación anaeróbica del ácido pirúvico en ácido láctico, ácido acético y dióxido de carbono reacción llevada a cabo por ciertas bacterias, de acuerdo a la reacción general:

### Fermentaciones
La dismutación del ácido pirúvico en otras moléculas orgánicas simples (etanol + CO
2, o lactato y acetato, dependiendo de las condiciones ambientales) es también un paso importante en las reacciones de fermentación. Las reacciones de fermentación pueden se consideradas como reacciones de dismutación catalizadas por enzimas. Ciertamente las reacciones de fermentación pueden ser consideradas dismutaciones ya que el dador de electrones y el aceptor de electrones, que sostienen energéticamente a estas complejas reacciones químicas son las mismas moléculas orgánicas que actúan simultáneamente como reductores y oxidantes.

## Ejemplos
- Formaldehído dismutasa
- Superóxido dismutasa
- Clorito dismutasa